# Авро Манчестер
Авро Манчестер (енгл. Avro Manchester) је био британски бомбардер из периода Другог свјетског рата. Производила га је фабрика Авро од новембра 1940. до 1942. Из авиона Манчестер је развијен много познатији Авро Ланкастер.

## Развој
Одлука Ролс-Ројса 1935. да створи врло снажан мотор спајањем два сета цилиндара Перегрин мотора са једном осовином, узроковала је одлуку министарства ваздухопловства да изда спецификацију П.13/36 за двомоторни тешки бомбардер. Хендли Пејџ се одлучио за 4 мотора Мерлин (у авиону Хендли Пејџ Халифакс), а Авро је устрајао на концепцији са 2 мотора. Показало се да је нови бомбардер добар авион, али са јако проблематичним моторима који су се често прегријавали и нису производили предвиђену снагу.
Први лет прототипа је изведен 25. јула 1939. године, а авион је ушао у серијску производњу у новембру 1940. Произведено је укупно 209 авиона.
Први Манчестери су имали два вертикална стабилизатора, затим је додат и један централни вертикални стабилизатор, а идући модели само по два повећана в. стабилизатора на крајевима хоризонталног стабилизатора.
Послије неког времена су проблеми са моторима достигли такве размјере да је производња окончана, а авион је редизајниран у Авро Ланкастер, са 4 обична мотора Мерлин, већим распоном и бројним другим измјенама.

## Карактеристике
Врста авиона:
- Први лет прототипа: 25. јул 1939.
- Произвођач: Авро

Димензије
- Аеропрофил крила:

Масе
Погонска група
- Мотори: Ролс Ројс Вулчур (Rolls-Royce Vulture I), 1.310 kW (1.760 КС) сваки
- Однос снага/тежина:

## Летне особине
- Највећа брзина: 402
- Радијус дејства: 1930
- Највећи долет:
- Оперативни врхунац лета: 5825
- Брзина пењања:

## Наоружање
- Стрељачко: 8 митраљеза .303 ин (7.7 mm) M1919 Браунинг (Browning)
- Бомбе: до 4695